# Jessica (genre)
Pour les articles homonymes, voir Jessica (homonymie).
Genre
Jessica est un genre d'araignées aranéomorphes de la famille des Anyphaenidae.

## Distribution
Les espèces de ce genre se rencontrent en Amérique du Sud.

## Liste des espèces
Selon World Spider Catalog (version 17.5, 27/09/2016) :
- Jessica campesina (Bauab, 1979)
- Jessica eden Brescovit, 1999
- Jessica erythrostoma (Mello-Leitão, 1939)
- Jessica fidelis (Mello-Leitão, 1922)
- Jessica glabra (Keyserling, 1891)
- Jessica itatiaia Brescovit, 1999
- Jessica osoriana (Mello-Leitão, 1922)
- Jessica pachecoi Brescovit, 1999
- Jessica puava Brescovit, 1999
- Jessica rafaeli Brescovit, 1999
- Jessica renneri Brescovit, 1999
- Jessica sergipana Brescovit, 1999

## Publication originale
- Brescovit, 1997 : Revisão de Anyphaeninae Bertkau a nivel de gêneros na região Neotropical (Araneae, Anyphaenidae). Revista Brasileira de Zoologia, vol. 13, suppl. 1, p. 1-187 (texte intégral).